# Aedes auratus
Aedes auratus är en tvåvingeart som beskrevs av Grabham 1906. Aedes auratus ingår i släktet Aedes och familjen stickmyggor.
Artens utbredningsområde är Jamaica. Inga underarter finns listade i Catalogue of Life.